# María Teresa Rivas
María Teresa Rivas (eigentlich María Teresa Orozco Moreno, * 6. Mai 1918 in Unión de San Antonio; † 23. Juli 2010 in Santa Elena) war eine mexikanische Schauspielerin.

## Leben
Rivas begann ihre Karriere als Schauspielerin in den 1950er Jahren und war sowohl auf der Bühne wie auch beim Film und, vor allem, im Fernsehen aktiv. Ihre letzte Rolle spielte sie in der Telenovela Carita de Ángel im Jahr 2000; eine der etwa 50 Rollen in Fernsehserien – ihre erste hatte sie 1958 in Gutierritos gespielt.